# Conselho Regional de Múrcia
O Conselho Regional de Múrcia (em castelhano:  Consejo Regional de Murcia) foi o órgão de governo da Região de Múrcia no processo pré-autônomo. Seu mandato decorreu do final de 1978 até a criação da Comunidade Autônoma em 1982.

## Criação
O conselho regional surgiu do Real Decreto-Lei 30/1978, assinado pelo Rei Juan Carlos I, em 29 de setembro de 1978. Criado em 10 de novembro de 1978, reuniu-se pela primeira vez em 20 de novembro, constituindo-se oficialmente em 24 de março. Seu trabalho é definido em coordenação e colaboração com a Deputação Provincial de Múrcia, e é criado durante o processo de elaboração da constituição de 1978. Neste período constituinte, foram estabelecidos regimes pré-autônomos que anunciaram o que seria a ampla descentralização política defendida pelas forças políticas mais estabelecidas. Foi, portanto, criado como uma entidade pré-autônoma ou órgão de transição.
Ao abrigo deste regime pré-autónomo, e até à aprovação do futuro Estatuto de Autonomia, foi criado como órgão de direcção e administração da Região, com plena personalidade jurídica para o cumprimento dos seus fins, os quais coexistiam com a Deputação Provincial e em caráter transitório até a aprovação do regime autônomo definitivo.

## Funções
A principal função do Conselho Regional foi promover o acesso da Região de Múrcia à autonomia, viabilizando os trabalhos de elaboração do projeto de Estatuto de Autonomia que permitisse àquela Região um regime de autonomia.
As funções definidas para este conselho foram:
- Realizar a gestão e administração das funções e serviços transferidos pela Administração do Estado;
- Coordenar-se com a Deputação Provincial de Múrcia;
- Propor ao governo central quantas medidas afetam os interesses da região de Múrcia;
- Desenvolver e aprovar seus próprios padrões operacionais internos.

Em 14 de junho de 1980, durante sessão celebrada no Ayuntamiento de Totana, no exercício dessas funções, solicitaram aderir ao processo autonómico segundo o artigo 143 da Constituição espanhola.
A atividade desta entidade pré-autónoma era divulgada no Diário Oficial do Conselho Regional de Múrcia, que foi publicado pela primeira vez em 31 de dezembro de 1979.
A título provisório, este Conselho Regional se constituiu em Assembleia Regional em 15 de julho de 1982, exercendo suas funções até 28 de maio de 1983.

## Composição e Presidência
Foi constituída inicialmente por 12 parlamentares, 12 representantes do território e 1 representante do conselho provincial, tendo como presidente Antonio Pérez Crespo. Após as eleições autárquicas de 1979, foi constituído com deputados regionais eleitos, razão pela qual é composto por 39 membros: 12 parlamentares e 27 deputados.
Em 5 de maio de 1979, Andrés Hernández Ros (PSOE) foi eleito presidente do Conselho Regional de Múrcia por 20 votos a favor, 16 contra e 1 branco. Em seguida, comprometeu-se a iniciar o mais rapidamente possível o processo de constituição de uma comunidade autônoma para a região de Múrcia. Após a aprovação do Estatuto de Autonomia, tomou posse, em 22 de julho de 1982, como presidente da comunidade autônoma, por 21 votos a favor e 16 contra.